# Tadla

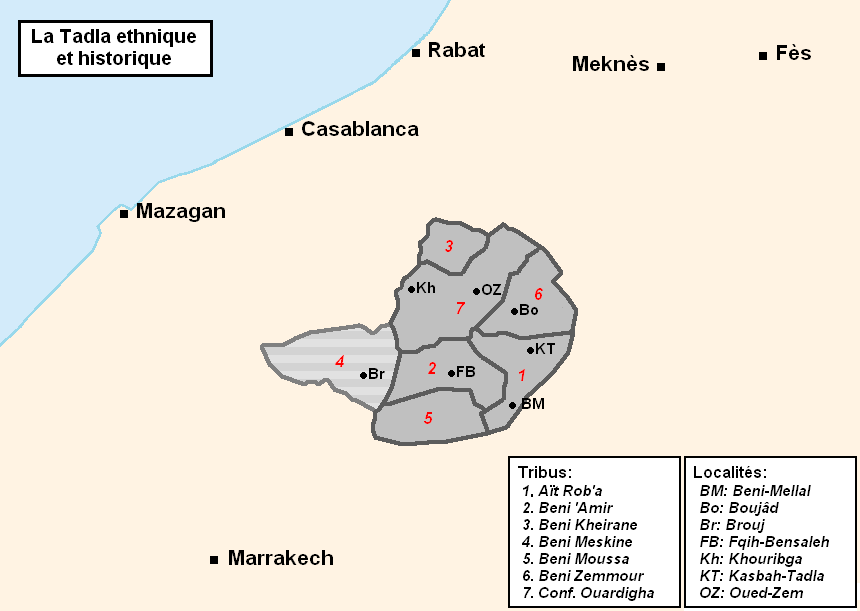
Carte de la Tadla historique et de ses tribus

La Tadla est une région historique et géographique du Maroc, située au centre du pays, au nord du Haut-Atlas et à l'ouest du Moyen-Atlas. Elle constitue la région d'origine de la population tribale éponyme –les 9 « tribus Tadla »– de pasteurs semi-nomades.
Aujourd'hui, la région historique de la Tadla est partagée entre les régions administratives de Casablanca-Settat et de Béni Mellal-Khénifra.

## Démographie
La population de la Tadla est traditionnellement divisée en 9 tribus, principalement d'origine arabe :
- Aït Robʿa: tribu occupant l'ouest de l'actuelle province de Ait-Mellal, formée sous Moulay Ismaïl (r. 1672-1727) par l'union d'une tribu Tadla originelle (Ait Mellal) avec 3 tribus Guich implantées dans la région par le sultan (Guettaya, Samguet et Ait Maʿdane)[1] ;
- Beni ʿAmir: tribu occupant le nord de l'actuelle province de Fquih Ben Salah ;
- Beni Khirane: tribu occupant le nord-ouest de l'actuelle province de Khouribga ;
- Beni Meskine: tribu occupant le sud de l'actuelle province de Settat, rattachée administrativement aux Chaouia au XIXe siècle ;
- Beni Moussa: tribu occupant le sud de l'actuelle province de Fquih Ben Salah ;
- Ait Zemmour: tribu occupant l'est de l'actuelle province de Khouribga ;
- Ouardigha: confédération tribale occupant le centre et l'ouest de l'actuelle province de Khouribga, comprenant 3 tribus parentes: Oulad Bahr Kbar, Oulad Bahr Sghar et Smaʿla.